# Haageocereus multangularis
Haageocereus multangularis là một loài thực vật có hoa trong họ Cactaceae. Loài này được (Haw.) F. Ritter mô tả khoa học đầu tiên năm 1981.